# Musée Bardini
Pour les articles homonymes, voir Bardini.
Le musée Bardini, situé dans la Via de 'Renai, à l'angle de la Piazza de' Mozzi dans le quartier d'Oltrarno à Florence, est l'un des riches musées dits « mineurs » de la ville.

## Histoire et description
Le musée est l'héritage de l'antiquaire et marchand d'art italien Stefano Bardini (1836-1922) à la municipalité de Florence.
Bardini a fait construire en 1880 le palais qui abrite l'actuel musée, en achetant un complexe de bâtiments de différentes époques, y compris l'église désacralisée de San Gregorio della Pace, construite entre 1273 et 1279. Bardini a transformé ces bâtiments en un imposant palais éclectique en utilisant des matériaux nus pour la construction : pierres médiévales et Renaissance, architraves sculptées, cheminées et escaliers, ainsi que plafonds à caissons peints : les expositions des fenêtres au premier étage de la façade, par exemple, proviennent des autels d'une église démolie de Pistoia, San Lorenzo.
À la mort de Bardini en 1922, le musée a été hérité par la municipalité de Florence, qui l'a transformé en musée civique de la ville, en modifiant les salles et la distribution des œuvres.
Il a été fermé pour restauration pendant près d'une décennie, à partir de 1999, et a rouvert ses portes le 4 avril 2009.

## Collections
Le musée abrite une collection éclectique de plus de 3600 œuvres, peintures, sculptures, armures, instruments de musique, céramiques, pièces de monnaie, médailles et meubles anciens. Parmi les œuvres les plus importantes, la Charité de Tino di Camaino, la Madonna dei Cordai de Donatello et une Vierge à l'Enfant attribuée au même artiste, une terre cuite émaillée de l'atelier Della Robbia, le San Michele Arcangelo d'Antonio Pollaiolo, le Martyre de Sainte du Tintoret, une œuvre de Guercino et trente dessins de Tiepolo.
Deux salles du rez-de-chaussée étaient dédiées à Florence et à son histoire, avec quelques œuvres emblématiques des rues de la ville: le Sanglier de Pietro Tacca de la fontaine du Porcellino, le Diavolino de Giambologna de l'intersection de Via dei Vecchietti et Via Strozzi, le Marzocco d' or de l'architrave du Palazzo Vecchio (toutes ces œuvres ont été remplacées pendant de nombreuses années par des copies sur place et jusqu'à présent dispersées dans divers musées d'État et municipaux). Au rez-de-chaussée il y a aussi la collection de sculptures et l'armurerie.
La salle de la mezzanine est dominée par un grand crucifix médiéval en bois, avec la collection de coffres de mariage et une vitrine en céramique au mur. Des tapis anciens ont été accrochés le long de l'escalier, y compris celui de 7,50 mètres, utilisé à l'occasion de la visite d'Hitler à Florence en 1938.
Aux deuxième et troisième étages se trouvent les peintures, les bronzes et la restauration "en direct" du Christ peint sur une croix en bois de forme de l'école de Giotto. Parmi les peintures, Hercule au carrefour de Domenico Beccafumi.